# Raúl Óscar Martínez
Raúl Óscar Martínez Monterrey, Nuevo León, México, 1941- 31 de marzo de 2011. Artista plástico autodidacta. Es arquitecto por la Universidad Autónoma de Nuevo León. En 1977 cursó talleres en la Real Academia Catalana de Bellas Artes de San Jorge, en Barcelona, y en la Escuela de Artes y Oficios de la misma ciudad (Escuela de la Lonja) de 1981 a 1982. A lo largo de treinta años de trayectoria artística, ha desarrollado un lenguaje visual serio y propositivo. En su obra siempre está presente la figura humana, a través de la inclusión de personajes que emergen de la mancha, es decir, del color, del abismo, que son como reflejo de una sociedad imaginaria y como indicios de un diálogo que no se oye pero se infiere. Así, el devenir entre lo visible y lo invisible, entre lo oculto y lo mostrado, es uno de los principales pretextos de su obra pictórica. A lo largo de su carrera, ha participado en numerosas bienales de arte contemporáneo, entre ellas la Bienal Rufino Tamayo, en sus ediciones 2002 y 1996.